# Culicoides notatus
Culicoides notatus är en tvåvingeart som beskrevs av Mercedes Delfinado 1961. Culicoides notatus ingår i släktet Culicoides och familjen svidknott. Inga underarter finns listade i Catalogue of Life.